# Porzó élősdigomba
A porzó élősdigomba (Asterophora lycoperdoides) az álpereszkefélék családjába tartozó, Eurázsiában és Észak-Amerikában elterjedt, galambgombákon és tejelőgombákon növő, nem ehető gombafaj. 

## Megjelenése
A porzó élősdigomba kalapja 1-2,5 cm széles, alakja domború vagy közel félgömbszerű. Felszíne száraz, fiatalon fehér, lisztes-korpás, majd a megérő aszexuális klamidospórák tömegétől barna lisztes-korpás. Éretten szétrepedezik.
Húsa fehér, sérülésre nem változik. Szaga és íze lisztszerű.  
Lemezei sokszor fejletlenek, érszerűek; egyébként vastagok, ritkán állók, tönkhöz nőttek. Színük fehéres vagy szürkés. 
Tönkje 2-5 cm magas és max. 1 cm vastag. Alakja hengeres, nagyjából egyenletesen vastag. Felszíne száraz, sima vagy bársonyos. Színe fehéres vagy barnás. A tövénél gyapjas.
Spórapora fehér. Bazidiospórái (ha kifejlődnek) simák, elliptikusak, méretük 5-6 x 3,5-4 µm. A klamidospórák 14-17 x 12-16 µm-esek, tüskések. 

### Hasonló fajok
A fátyolos élősdigomba kalapja nem barnul meg. Bomló gombákon nőnek még a Microcollybia fajok és az élősködő bocskorosgomba.   

## Elterjedése és termőhelye
Eurázsiában és Észak-Amerikában honos. Magyarországon elterjedt, egyes években gyakori lehet. 
Galambgombák és tejelőgombák parazitája, azok termőtestén, elsősorban a szenes galambgombán nő. Augusztustól szeptemberig terem. 

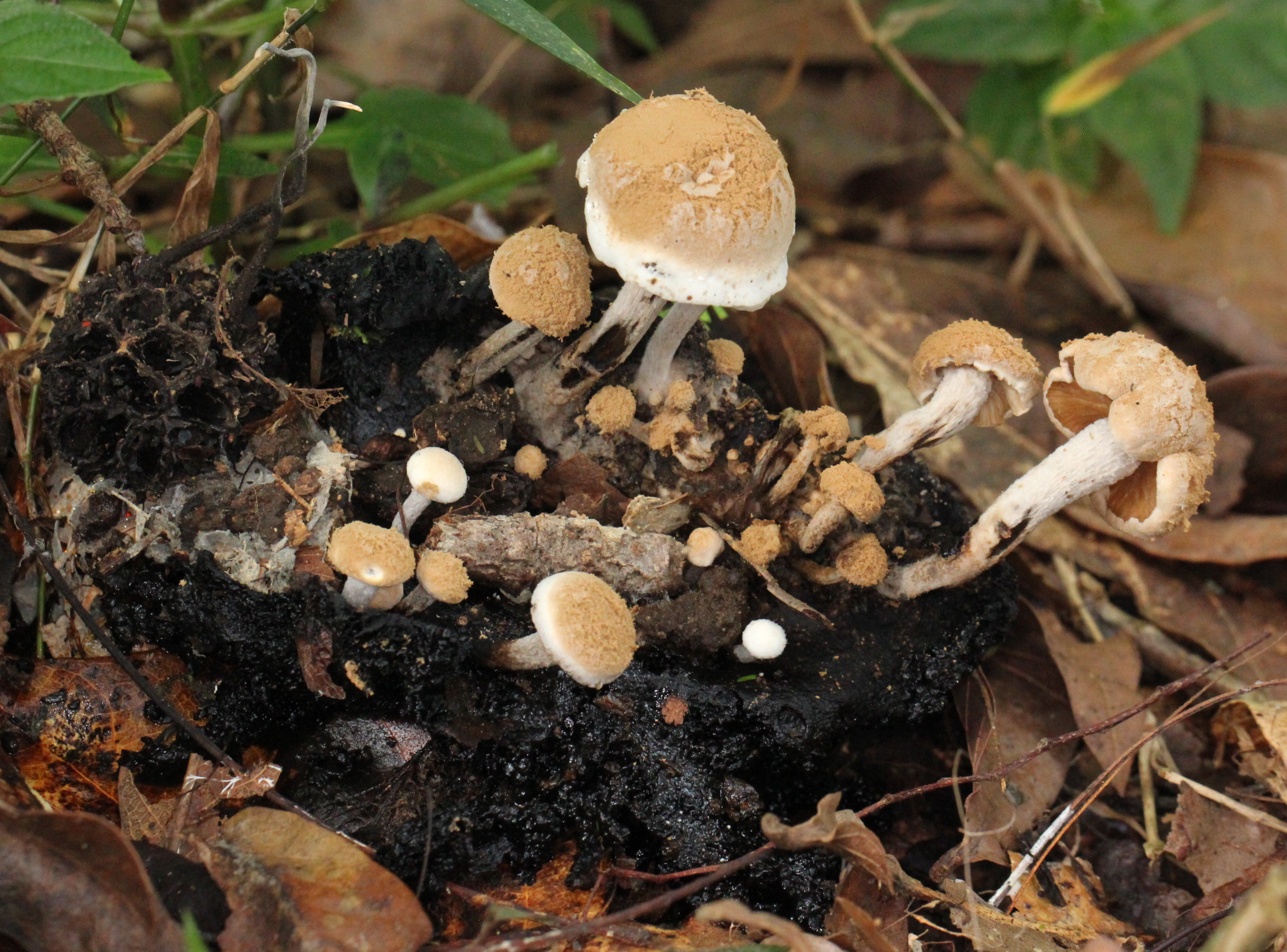
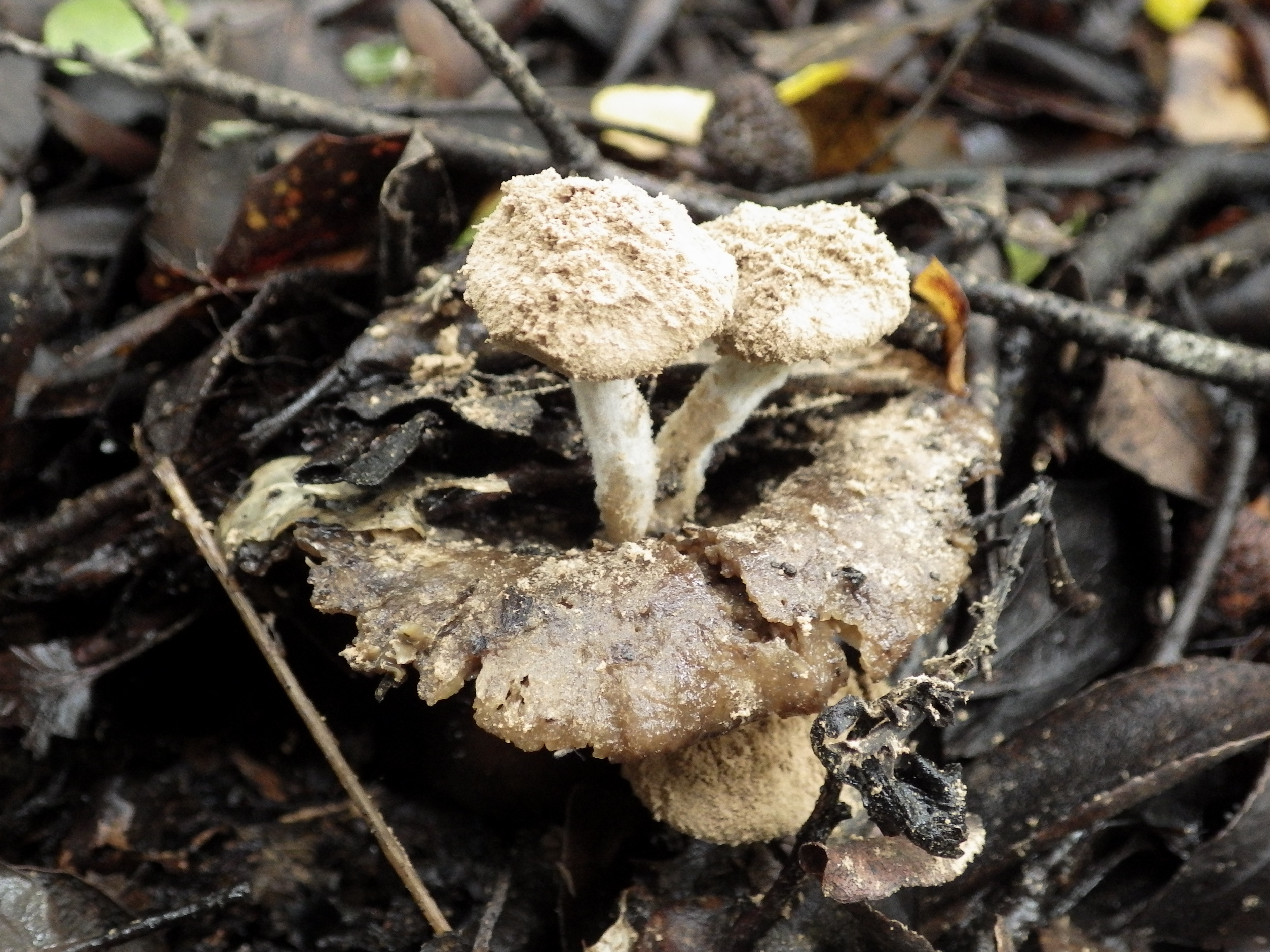
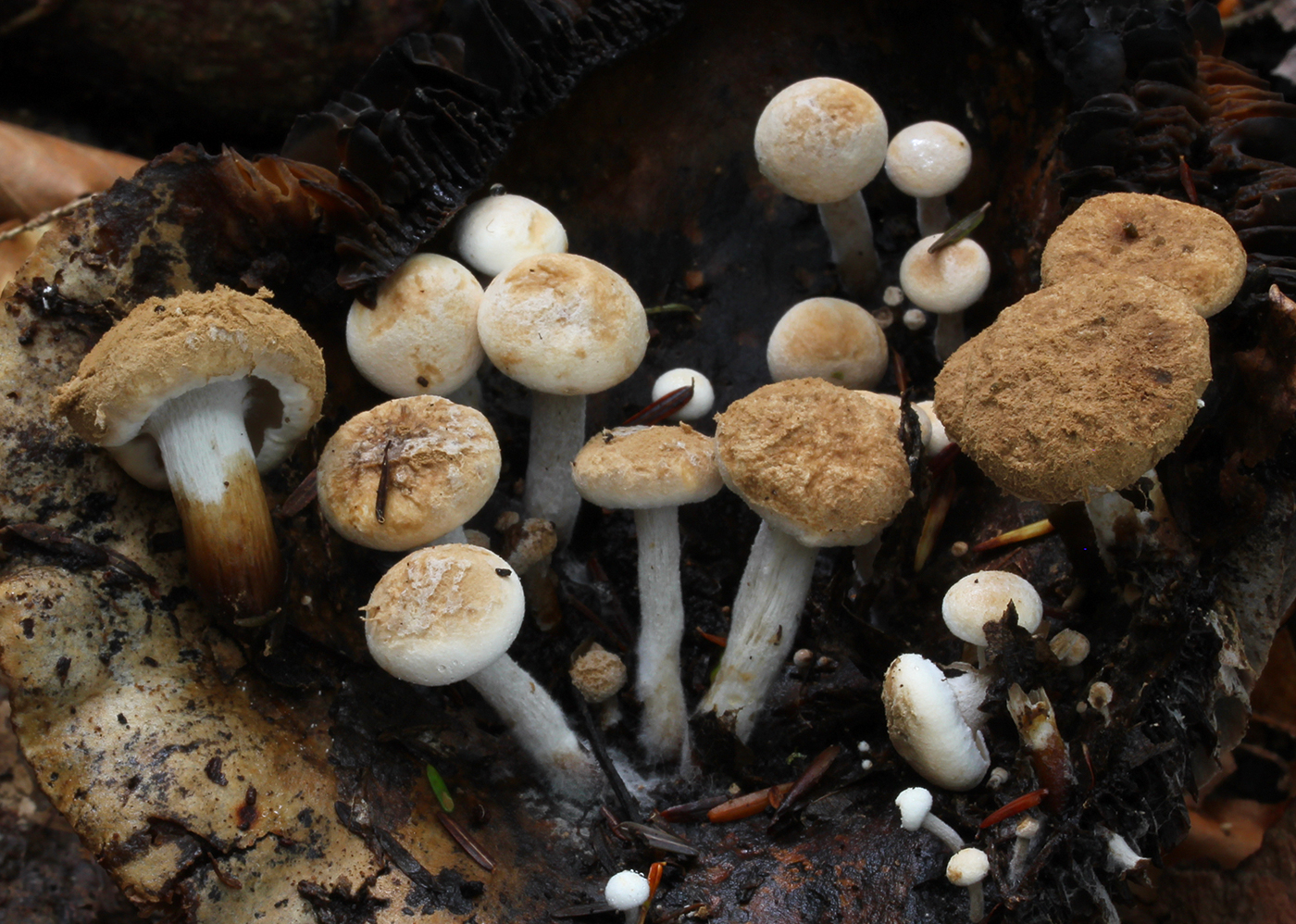
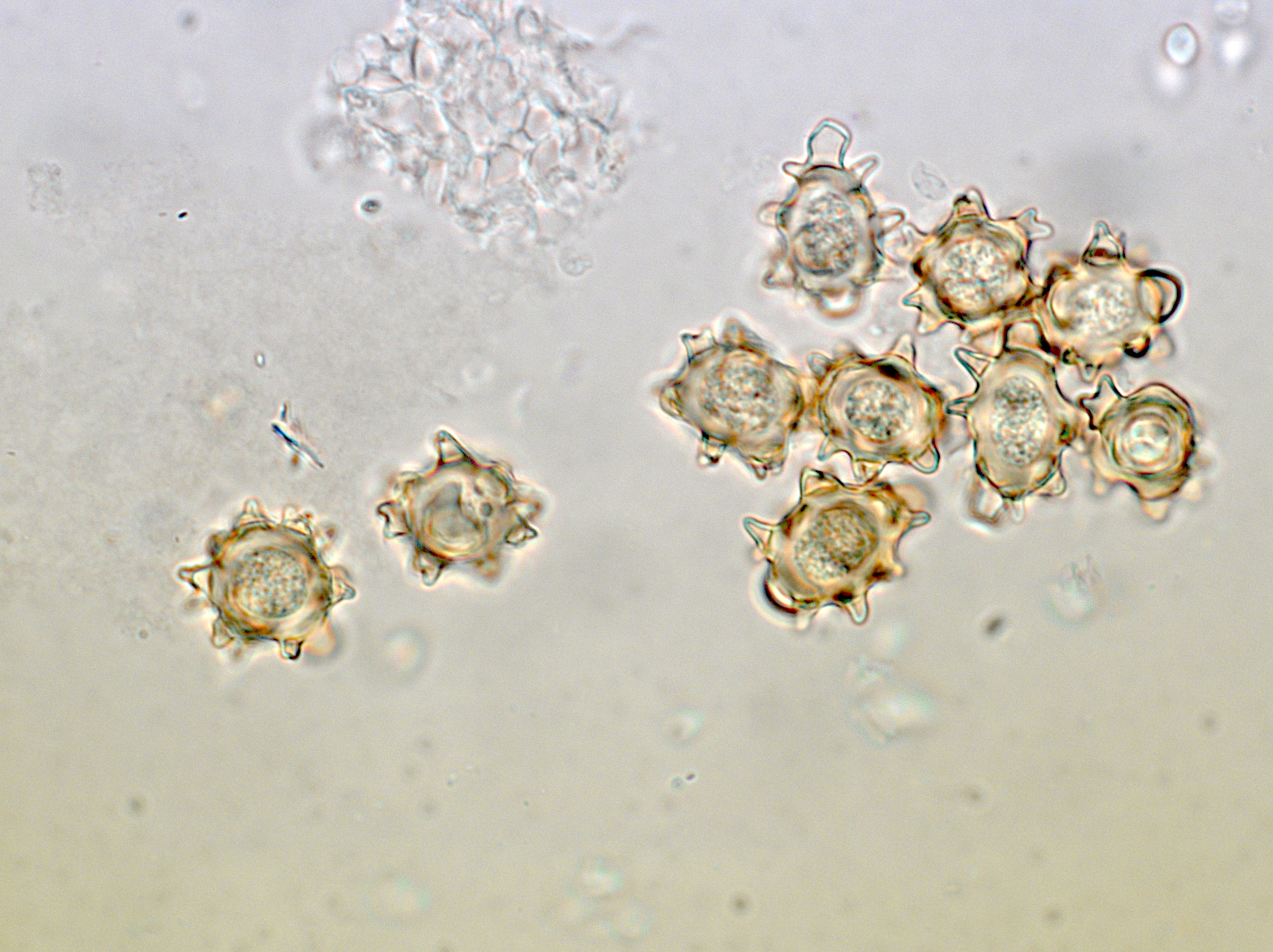
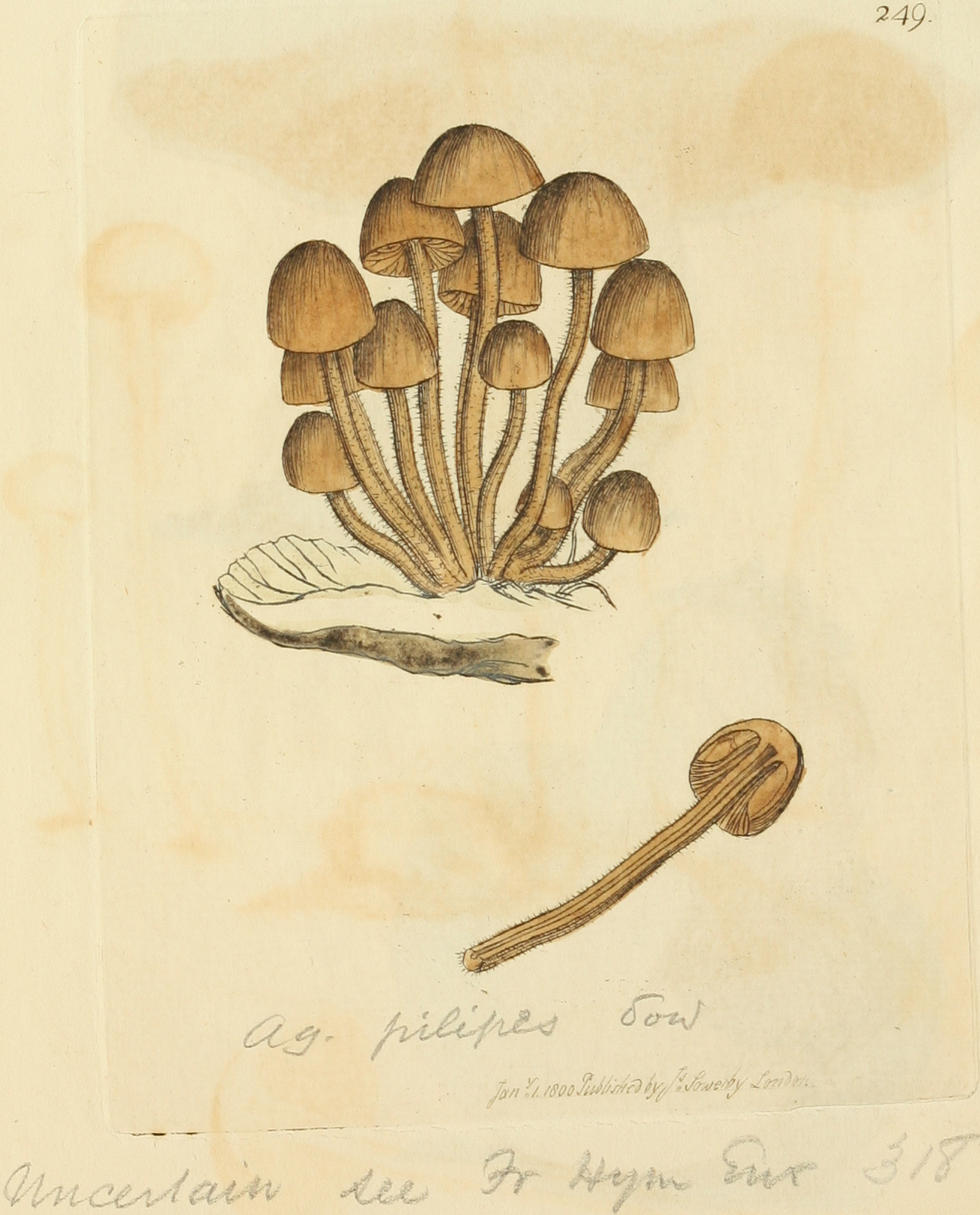

Nem ehető.  